# Sienież (miejscowość)
Sienież (ros. Сенеж) – osiedle w Rosji, w obwodzie moskiewskim, w okręgu miejskim Sołniecznogorska. W 2021 liczyło 2119 mieszkańców.